# Pašková
Pašková (in ungherese Páskaháza) è un comune della Slovacchia facente parte del distretto di Rožňava, nella regione di Košice.